# 순천승주중학교
순천승주중학교(順天昇州中學校)는 대한민국 전라남도 순천시 승주읍 평중리에 있는 공립 중학교이다.

## 학교 연혁
- 1970년 3월 1일 : 초대 김종희 교장 부임
- 1970년 3월 16일 : 쌍암중학교로 개교
- 1995년 4월 25일 : 순천승주중학교로 개명
- 2025년 1월 9일 : 제53회 8명 졸업(총 6,023명 졸업)
- 2025년 3월 1일 : 제22대 정병석 교장 부임

## 참고 자료
- 순천승주중학교 - 한국교육학술정보원 학교알리미